# Trichiurana meridionalis
Trichiurana meridionalis är en fjärilsart som beskrevs av Aurivillius 1921. Trichiurana meridionalis ingår i släktet Trichiurana och familjen ädelspinnare. Inga underarter finns listade i Catalogue of Life.